# Dongotono
Le dongotono (autonyme, [dóŋótonò]) est une langue nilo-saharienne de la branche des langues nilotiques parlée au Sud du Soudan du Sud, dans les collines du même nom. Elles se situent au Sud-Est de Torit, dans la province Équatoria orientale.

## Classification
Le dongotono est une langue nilo-saharienne classée dans le sous-groupe oriental des langues nilotiques. Il fait partie des langues lotuko avec l'otuho, le lokoya et le lopit.
Il existe une incertitude concernant les liens de la langue avec le lango, un autre parler lotuko. Voßen considère le lango et le dongotono comme étant la même langue.

## Phonologie
Les tableaux présentent les voyelles et les consonnes du dongotono.

### Voyelles
|         | Antérieure  | Centrale | Postérieure |
| ------- | ----------- | -------- | ----------- |
| Fermée  | i [i] ɪ [ɪ] |          | u [u] ʊ [ʊ] |
| Moyenne | e [e] ɛ [ɛ] |          | o [o] ɔ [ɔ] |
| Ouverte |             | a [a]    |             |

### Deux types de voyelles
Le dongotono, comme de nombreuses langues nilo-sahariennes, différencie les voyelles selon leur lieu d'articulation. Elles sont soit prononcées avec l'avancement de la racine de la langue, soit avec la rétraction de la racine de la langue.
- Les voyelles avec avancement de la racine de la langue sont [i], [e], [o], [a], [u].
- Les voyelles avec rétraction de la racine de la langue sont [ɪ], [ɛ], [ɔ], [a], [ʊ][4].

### Consonnes
|              |           | Labiales    | Dentales | Alvéolaires | Latérales | Dorsales | Dorsales | Glottales |
| ------------ | --------- | ----------- | -------- | ----------- | --------- | -------- | -------- | --------- |
| Palatales    | Vélaires  | Labiales    | Dentales | Alvéolaires | Latérales |          |          | Glottales |
| Occlusives   | Sourde    | p [p]       | t [t]    |             |           |          | k [k]    | ʔ [ʔ]     |
| Occlusives   | Sonore    | b [b]       | d [d]    |             |           |          | g [g]    |           |
| Occlusives   | Forte     | pp [pː]     |          | tt [tː]     |           |          |          |           |
| Fricative    | Fricative | ɸ [ɸ] f [f] |          | s [s]       |           |          | x [x]    |           |
| Affriquée    | Sourde    |             |          |             |           | c [t͡ʃ]   |          |           |
| Affriquée    | Sonore    |             |          |             |           | ɟ [ɟ]    |          |           |
| Nasale       | Nasale    | m [m]       |          | n [n]       |           | ɲ [ɲ]    | ŋ [ŋ]    |           |
| liquide      | liquide   |             |          | r [r]       | l [l]     |          |          |           |
| Semi-voyelle | Simple    | w [w]       |          |             |           | y [j]    |          |           |
| Semi-voyelle | Forte     | ww [wː]     |          |             |           | yy [jː]  |          |           |

### Une langue tonale
Le dongotono est une langue tonale.

## Sources
- (en) Voßen, Rainer, The Eastern Nilotes. Linguistics and Historical Reconstructions, Kölner Beiträge zur Afrikanistik no 9, Berlin, Dietrich Reimer Verlag, 1982,  (ISBN 3-496-00698-6)